# Gemmeker (film)
Gemmeker is een korte film van regisseur Robert Schinkel. De film vertelt het verhaal van Mauritz Frankenhuis' verhoor van Albert Konrad Gemmeker, de voormalig kampcommandant van Kamp Westerbork. Dit verhoor vond plaats in 1948 toen Gemmeker vastzat in de gevangenis in Assen in afwachting van zijn proces.
Gemmeker was de eerste originele filmproductie van Videoland. De film werd gebaseerd op het boek dat Frankenhuis schreef over het verhoor, Westerbork en een vraaggesprek met zijn Commandant Gemmecke in 1948.

## Cast
- Jacob Derwig – Mauritz Frankenhuis
- Eelco Smits – Jan Schoenmaker (opperwachtmeester van de Rijkspolitie)
- Michael Epp – Albert Gemmeker